# Ballots
Ballots é uma comuna francesa na região administrativa da Pays de la Loire, no departamento de Mayenne. Estende-se por uma área de 36,01 km². Em 2010 a comuna tinha 1 319 habitantes (densidade: 36,6 hab./km²).